# Borassus akeassii
Espèce
Statut de conservation UICN

 LC  : Préoccupation mineure
Borassus akeassii est une espèce de palmiers que l’on trouve dans les régions tropicales d'Afrique de l’Ouest, du Sénégal au Niger.

## Description générale
Ce Borassus a une tige atteignant 15 m de haut, presque toujours avec un stipe renflé, jusqu'à 80 cm de diamètre, Tige marquée par de nombreuses cicatrices irrégulières. Feuilles glauques, 8 - 22 dans la couronne; pétiole et gaine de 90 à 160 cm de long; pétiole de 3,0 à 7,4 cm de large au point médian, vert, bords avec de petites dents noires dentelées (0,2 - 0,6 cm de long), ou bien dents largement absentes; costa 22–28 cm de long; hastula adaxiale bien visible, jusqu'à 2,4 cm, hastula abaxiale rudimentaire; limbe plutôt plat, rayon jusqu'à 160 cm maximum, indumentum dense sur les côtes de certaines feuilles immatures; folioles de 45 à 82, avec 2,8 à 7,3 cm de large, apex aigus et entiers ou se fendant longitudinalement avec l'âge, foliole la plus courte de 58 à 147 cm de long, feuille divisée à 60 – 99 cm; veines commissurales 5 - 7 par cm, anatomie de la feuille isolatérale. Inflorescences staminées (mâle) ramifiées en deux ordres, branches supérieures sous-jacentes se terminant par 1 à 3 bractées florifère; ces rameaux florifère sont brun-vert et semblables à des chatons, de 23 à 36 cm de long, de 2,3 à 2,5 cm de diamètre, généralement à apex mamelliforme. Les inflorescences pistillées (femelle) sont en épi (non ramifiées) ou ramifiées à un ordre; rachis de ± 80 cm de long, partie florifère de 24 à 39 cm de long avec ± 23 fleurs disposées en spirale. Les fruits, généralement vert, sont pointu à l’apex.

## Distribution
Limité à l'Afrique de l'Ouest et pour partie en Afrique centrale ce palmier est signalé comme présent au Bénin, au Burkina Faso, en Côte d’Ivoire, au Mali, au Niger et au Nigéria. (Aké Assi et Guinko, 1996). Borassus akeassii (comme Borassus sp. Aff. Flabellifer) a également été signalé au Sénégal et en République centrafricaine (Arbonnier 2002). Cependant, l'aire de répartition de B. akeassii peut être beaucoup plus large que ce qui est suggéré en raison d'une mauvaise identification de ce palmier comme B. aethiopum. Il est noté que Borassus aethiopum en Guinée-Bissau était utilisé pour la production de vin (Johnson, 1984), et il a également noté que ce palmiers avait des fruits verts de la taille d’une orange; ces deux faits suggèrent bien B. akeassii. Cette étude peut confirmer la présence de B. akeassii au Burkina Faso et au Sénégal uniquement. De plus, un spécimen collecté dans le sud-est du Congo-Kinshasa (Liben 2822) a été identifié comme étant B. akeassii. L'identification était basée sur les veines commissurales distinctives (Bayton et al. 2006); cependant, le spécimen ne contenait aucune matière fertile.

### Vernaculaire
De nombreux noms indigènes (Burkill, 1997) sont énumérés pour Borassus (et ostensiblement B. aethiopum) en Afrique de l'Ouest et nombre d'entre eux peuvent s'appliquer aussi à B. akeassii. Le nom français rônier (dérivé du mot wolof rôn ) est largement utilisé en Afrique francophone pour les deux espèces de Borassus.

### DifférenciationB. aethiopumetB. akeassii
Au Sénégal et dans d'autres pays d'Afrique tropicale, on peut trouver les deux espèces suivante  B. akeassi et B. aethiopum. Ces 2 borassus étant présents dans la dition, il est relativement simple de les différencier sans trop rentrer dans le détail. Comme le montre le montage ci-dessous, le Borassus akeassii possède des pétioles vert-jaune sans épines, et le Borassus aethiopum a le pétiole noir et assez bien armé.
A part des pétioles très faiblement armés et bien verts, les différences de B. akeassii sont ses feuilles vertes glauques, des fruits qui sont pointu au sommet et qui sont verdâtres à maturité et un motif caractéristique de la veine du limbe.

### Galerie
|                                                            |
| Différenciation visuelle entre B. akeassii et B. aethiopum |

|                                |
| Borassus akeassii (plant mâle) |

|                                         |
| Borassus akeassii (renflement du stipe) |

|                                                |
| Borassus akeassii (fruits et nids de Tisserin) |

|                                       |
| Borassus akeassii, inflorescence mâle |